# غودلر
غودلر هي قرية في مقاطعة نمين، إيران. عدد سكان هذه القرية هو 27 في سنة 2006.